# Resolution 1392 des UN-Sicherheitsrates
Mit der Resolution 1392 des UN-Sicherheitsrats wurde eine Verlängerung des Mandats der Übergangsverwaltung der Vereinten Nationen für Osttimor (UNTAET) beschlossen. Die Resolution wurde am 31. Januar 2002 unter Hinweis auf die Resolutionen 1272 und 1338 verabschiedet.

## Hintergrund
Nach der indonesischen Besatzung von 1975 bis 1999 stand Osttimor (Timor-Leste) zunächst unter der Übergangsverwaltung der Vereinten Nationen für Osttimor (UNTAET). Die UNTAET übernahm den Aufbau staatlicher Institutionen. Wahlen zur verfassunggebenden Versammlung fanden am 30. August 2001 statt, am 14. April 2002 die ersten Präsidentenwahl.

## Die Resolution
Der Weltsicherheitsrat lobte die UNTAET und ihren Leiter, den UN-Sonderbeauftragten für Osttimor Sérgio Vieira de Mello für ihre Unterstützung des Volkes Osttimors beim Aufbau der Grundlagen für den Übergang in die Unabhängigkeit. In Erinnerung wurde der Vermerk des Weltsicherheitsrates gerufen, in der Erklärung seines Präsidenten (S/PRST/2001/32) zum Vorschlag der Verfassunggebenden Versammlung Osttimors vom 19. Oktober 2001, dass die Unabhängigkeit am 20. Mai 2002 erklärt werden soll. Der Weltsicherheitsrat begrüßte die eifrigen Bemühungen der II. Übergangsregierung und des Volkes Osttimors, dieses Datum für die Unabhängigkeit einzuhalten. Zur Kenntnis genommen wurde der Bericht des Generalsekretärs der Vereinten Nationen Kofi Annan (S/2002/80 und Corr.1) und seiner Empfehlung, dass das Mandat der UNTAET bis zum angestrebten Unabhängigkeitstermin verlängert werden sollte. Der Weltsicherheitsrat erwartete weitere, konkrete Vorschläge vom Generalsekretär für das Mandat und eine Struktur einer Folgemission der Vereinten Nationen nach der Unabhängigkeit, spätestens einen Monat vor dem angestrebten Unabhängigkeitstermin.
Begrüßt wurde vom Weltsicherheitsrat der Bericht des Generalsekretärs vom 17. Januar 2002 und entschied das laufende Mandat der UNTAET bis zum 20. Mai 2002 zu verlängern.
Der Weltsicherheitsrat beschloss sich weiter aktiv mit der Angelegenheit zu befassen.

## Folgezeit
Am 14. April 2002 wurde Xanana Gusmão zum ersten Staatspräsidenten Osttimors gewählt.
Osttimor wurde am 20. Mai 2002 in die Unabhängigkeit entlassen. Das Mandat der UNMISET wurde später bis 2005 verlängert, dann durch die einjährige Folgemission Büro der Vereinten Nationen in Osttimor (UNOTIL) ersetzt. Als 2006 Unruhen in Osttimor ausbrachen, wurde die Entsendung der Integrierte Mission der Vereinten Nationen in Timor-Leste (UNMIT), zusammen mit der International Stabilization Force (ISF) notwendig. Die UN-Missionen in Osttimor endeten schließlich am 31. Dezember 2012.